# Ablabera lalandei
Ablabera lalandei är en skalbaggsart som beskrevs av Blanchard 1850. Ablabera lalandei ingår i släktet Ablabera och familjen Melolonthidae. Inga underarter finns listade i Catalogue of Life.